# Olifantenyam
De olifantenyam (Amorphophallus paeoniifolius, synoniem: Amorphophallus campanulatus) is een vaste plant met een stevige wortelstok. De wortelstok is breed schijfvormig en kan tot 25 kg wegen. De bladeren zijn circa 50 cm lang en samengesteld uit meerdere ovale blaadjes. Om goed te kunnen groeien heeft de plant hoge temperaturen en een hoge relatieve luchtvochtigheid nodig.
De eenhuizige bloeikolf is tot 35 cm lang en bestaat uit aparte mannelijke en vrouwelijke bloemen. De vrouwelijke bloemen onderaan de bloeiwijze bestaan uit een enkele stijl. In het midden bevinden zich de mannelijke bloemen die enkel uit meeldraden bestaan. Bovenaan bevindt zich de appendix, een steriel gedeelte dat uit een onregelmatig gevormde, kegelachtige, paarsrode knol bestaat. Het schutblad (spatha) is breed ovaal, aan de onderkant groen met witte spikkels en aan de bovenkant met een paarsrode rand. Uit de vrouwelijke bloemen ontwikkelen zich rode bessen.
De wortelstokken kunnen als zetmeelrijke groente gekookt, gebakken of gefrituurd worden gegeten. Ze bevatten tot 25% zetmeel. Op de Filipijnen en Java worden ook de jonge bladeren en bladstelen als groente gegeten.
De olifantenyam komt van nature voor in India en op Sri Lanka. De plant wordt vooral in Zuidoost-Azië verbouwd.
Een andere soort uit hetzelfde geslacht, die ook voor zijn eetbare wortelknollen wordt geteeld, is de konjak (Amorphophallus konjac).